# Jurij Jelisiejew
Jurij Kostiantynowycz Jelisiejew (ukr. Юрій Костянтинович Єлісєєв, rus. Юрий Константинович Елисеев, Jurij Konstantinowicz Jelisiejew; ur. 26 września 1949 w Swerdłowśkuu, w obwodzie ługańskim) – ukraiński piłkarz, grający na pozycji napastnika, a wcześniej pomocnika, reprezentant ZSRR, trener piłkarski.

## Kariera piłkarska

### Kariera klubowa
W 1968 rozpoczął karierę piłkarską w klubie Lokomotiw Moskwa, ale nie zagrał żadnego meczu i przeniósł się do Lokomotiw Kaługa. Po 2 latach przeszedł do rodzimego klubu Zoria Woroszyłowgrad, w którym występował do 1977. W 1978 zmienił klub na Krylja Sowietow Kujbyszew. W latach 1979–1984 bronił barw drugoligowych zespołów z NRD: Motor Babelsberg, Motor Hennigsdorf i Stahl Merseburg. W 1984 zakończył karierę zawodową.

### Kariera reprezentacyjna
29 czerwca 1972 debiutował w reprezentacji ZSRR w towarzyskim meczu z Urugwajem. Łącznie rozegrał 4 mecze i strzelił 1 gola. W 1972 również bronił barw olimpijskiej reprezentacji ZSRR, z którą zdobył brązowy medal Letnich Igrzysk Olimpijskich.

## Kariera trenerska
Po zakończeniu kariery zawodniczej pracował na stanowisku dyrektora Zakładowego Kompleksu Sportowego, dyrektora Szkoły Sportowej „Junost” oraz pomagał trenować rodzimy klub Zoria Ługańsk. W 2000 objął stanowisko głównego trenera Zorii, z którą pracował z przerwą do czerwca 2002. Obecnie pracuje jako instruktor w Ługańskiej Szkole Kultury Fizycznej.

## Sukcesy i odznaczenia

### Sukcesy klubowe
- mistrz ZSRR: 1972
- finalista Pucharu ZSRR: 1974, 1975

### Sukcesy reprezentacyjne
- brązowy medalista Letnich Igrzysk Olimpijskich: 1980

### Odznaczenia
- tytuł Mistrza Sportu ZSRR: 1971
- Medal „Za pracę i zwycięstwo”: 2004[2]